# (1762) Russell
(1762) Russell es un asteroide perteneciente al cinturón de asteroides descubierto por el equipo del Indiana Asteroid Program de la universidad de Indiana desde el observatorio Goethe Link de Brooklyn, Estados Unidos, el 8 de octubre de 1953.

## Designación y nombre
Russell fue designado al principio como 1953 TZ.
Más adelante se nombró en honor del astrónomo estadounidense Henry Norris Russell (1877-1957).

## Características orbitales
Russell orbita a una distancia media del Sol de 2,874 ua, pudiendo acercarse hasta 2,649 ua y alejarse hasta 3,099 ua. Tiene una inclinación orbital de 2,279° y una excentricidad de 0,07827. Emplea en completar una órbita alrededor del Sol 1780 días.